# Torneig de les Sis Nacions 2010
El Torneig de les Sis Nacions de 2010 de rugbi, o també denominat 2011 RBS 6 Nations a causa del patrocini del Bank of Scotland, fou l'onzena edició d'aquest torneig en el format de Sis Nacions i la 116a incloent tots els formats de la competició. El torneig va començar el 6 de febrer i va concloure el 20 de març de 2010.
El campionat va ser disputat per Anglaterra, França, Irlanda, Itàlia, Escòcia i Gal·les. França va guanyar el torneig, després d'una agònica victòria final, 12-10 sobre Anglaterra, aconseguint el Grand Slam, el primer des de 2004 i novè en el seu palmarès. Aquesta fou també la seva dissetena victòria absoluta, incloent dotze victòries en el format de cinc nacions, amb exclusió de vuit títol compartits amb altres nacions. França també obtingué el Trofeu Giuseppe Garibaldi en derrotar a Itàlia.
Irlanda, que l'any anterior s'havien fet amb el Gran Slam, va quedar en segon lloc amb tres victòries i dues derrotes. Tot i derrotar a Anglaterra i Gal·les, Irlanda no va poder guanyar la Triple Corona després d'una derrota 23-20 contra Escòcia en el seu darrer partit. Anglaterra i Gal·les va quedar tercer i quart, respectivament, amb dues victòries cadascun, mentre que Escòcia i Itàlia van acabar en cinquena i sisena posició respectivament. Tots dos equips van aconseguir només una victòria, amb Escòcia per davant d'Itàlia gràcies a l'empat contra Anglaterra en el partit de la Copa Calcutta.

## Participants
Els equips participants foren::
| Nació      | Estadi             | Ciutat                         | Entrenador      | Capità                      |
| ---------- | ------------------ | ------------------------------ | --------------- | --------------------------- |
| Anglaterra | Twickenham         | Londres                        | Martin Johnson  | Steve Borthwick/Lewis Moody |
| França     | Stade de France    | Saint-Denis (Sena Saint-Denis) | Marc Lièvremont | Thierry Dusautoir           |
| Irlanda    | Croke Park         | Dublín                         | Declan Kidney   | Brian O'Driscoll            |
| Itàlia     | Stadio Flaminio    | Roma                           | Nick Mallett    | Leonardo Ghiraldini         |
| Escòcia    | Murrayfield        | Edimburg                       | Andy Robinson   | Mike Blair/Chris Cusiter    |
| Gal·les    | Millennium Stadium | Cardiff                        | Warren Gatland  | Ryan Jones                  |

## Classificació
| Posició | Nació      | Jugats | Jugats   | Jugats | Jugats  | Punts   | Punts     | Punts      | Punts   | Taula de punts |
| Posició | Nació      | Jugats | Guanyats | Empats | Perduts | A Favor | En contra | Diferència | Assaigs | Taula de punts |
| ------- | ---------- | ------ | -------- | ------ | ------- | ------- | --------- | ---------- | ------- | -------------- |
| 1       | França     | 5      | 5        | 0      | 0       | 135     | 69        | +66        | 13      | 10             |
| 2       | Irlanda    | 5      | 3        | 0      | 2       | 106     | 95        | +11        | 11      | 6              |
| 3       | Anglaterra | 5      | 2        | 1      | 2       | 88      | 76        | +12        | 6       | 5              |
| 4       | Gal·les    | 5      | 2        | 0      | 3       | 113     | 117       | −4         | 10      | 4              |
| 5       | Escòcia    | 5      | 1        | 1      | 3       | 83      | 100       | −17        | 3       | 3              |
| 6       | Itàlia     | 5      | 1        | 0      | 4       | 69      | 137       | −68        | 5       | 2              |

## Resultats
El calendari fou anunciat el 2 d'abril. Seguint l'èxit del 2009 els organitzadors van tornar a programar el França vs Gal·lès en divendres nit.

### Jornada 1
| Irlanda | 29 – 11  | Itàlia                                                                  | 6 febrer 2010 14:30 GMT - Croke Park, Dublín Assistència: 77,686 espectadors Àrbitre: Romain Poîte (França) |
| Assaigs: Heaslip 15' c O'Leary 35' c Con.: O'Gara (2/2) Pen.: O'Gara (4/4) 9', 27', 32', 46' P. Wallace (1/1) 67' | [Report] | Assaigs: Robertson 39' m Pen.: Gower (1/1) 26' Mi. Bergamasco (1/1) 44' | 6 febrer 2010 14:30 GMT - Croke Park, Dublín Assistència: 77,686 espectadors Àrbitre: Romain Poîte (França) |

| Anglaterra                                                                                             | 30 – 17  | Gal·les                                                                          | 6 febrer 2010 17:00 GMT - Twickenham, Londres Assistència: 81,406 espectadors Àrbitre: Alain Rolland (Irlanda) |
| Assaigs: Haskell (2) 40' c, 75' c Care 44' c Con.: Wilkinson (3/3) Pen.: Wilkinson (3/3) 11', 35', 79' | [Report] | Assaigs: A. Jones 49' c Hook 71' c Con.: S. Jones (2/2) Pen.: S. Jones (1/2) 27' | 6 febrer 2010 17:00 GMT - Twickenham, Londres Assistència: 81,406 espectadors Àrbitre: Alain Rolland (Irlanda) |

- Anglaterra va lluir un uniforme especial en commemoració als cents des del primer partit internacional a Twickenham.[7]

| Escòcia                           | 9 – 18   | França                                                                            | 7 febrer 2010 15:00 GMT - Murrayfield, Edimburg Assistència: 65,687 espectadors Àrbitre: Nigel Owens (Gal·les) |
| Pen.: Paterson (3/3) 9', 30', 52' | [Report] | Assaigs: Bastareaud (2) 14' m, 33' c Con.: Parra (1/2) Pen.: Parra (2/3) 28', 44' | 7 febrer 2010 15:00 GMT - Murrayfield, Edimburg Assistència: 65,687 espectadors Àrbitre: Nigel Owens (Gal·les) |

### Jornada 2
| Gal·les | 31 – 24  | Escòcia | 13 febrer 2010 14:00 GMT - Millennium Stadium, Cardiff Assistència: 74,133 espectadors Àrbitre: George Clancy (Irlanda) |
| Assaigs: Byrne 56' m Halfpenny 77' c S. Williams 80+1' c Con.: S. Jones (2/3) Pen.: S. Jones (4/5) 15', 23', 39', 79' | [Report] | Assaigs: Barclay 9' c M. Evans 20' m Con.: Paterson (1/2) Pen.: Parks (2/2) 26', 41' Drop: Parks (2/4) 18', 66' | 13 febrer 2010 14:00 GMT - Millennium Stadium, Cardiff Assistència: 74,133 espectadors Àrbitre: George Clancy (Irlanda) |

- Chris Paterson es va convertir en el 13è jugador en la història amb 100 partits internacionals. La seva errada en la conversió va posar fi a una ratxa personal de 35 tirs consecutius en el Sis Nacions, que datava de 2007. Aquest és un dels partits més dramàtics de la història de sis nacions. Gal·les va remuntar un marcador de 0-10, de 3-15 i de 9-21 per guanyar, finalment, el partit.[8]

| França | 33 – 10  | Irlanda                                                             | 13 febrer 2010 16:30 GMT - Stade de France, Saint-Denis (Sena Saint-Denis) Assistència: 79,289 espectadors Àrbitre: Wayne Barnes (Anglaterra) |
| Assaigs: Servat 27' c Jauzion 31' c Poitrenaud 59' c Con.: Parra (3/3) Pen.: Parra (2/3) 17', 68' Drop: Parra (1/1) 62' Michalak (1/1) 78' | [Report] | Assaigs: D. Wallace 64' c Con.: O'Gara (1/1) Pen.: O'Gara (1/1) 29' | 13 febrer 2010 16:30 GMT - Stade de France, Saint-Denis (Sena Saint-Denis) Assistència: 79,289 espectadors Àrbitre: Wayne Barnes (Anglaterra) |

| Itàlia                     | 12 – 17  | Anglaterra                                                          | 14 febrer 2010 14:30 GMT - Stadio Flaminio, Roma Assistència: 31,876 espectadors Àrbitre: Christophe Berdos (França) |
| Pen.: Mi. Bergamasco (4/5) | [Report] | Assaigs: Tait 44' m Pen.: Wilkinson (3/5) Drop: Wilkinson (1/1) 74' | 14 febrer 2010 14:30 GMT - Stadio Flaminio, Roma Assistència: 31,876 espectadors Àrbitre: Christophe Berdos (França) |

- Els dos cops de càstig errats per Jonny Wilkinson van posar fi a una ratxa personal dels cops de càstig reeixits consecutius en qualsevol partit internacional en el que fos titular que datava de 2003.[9]

### Jornada 3
| Gal·les                                                                                       | 20 – 26  | França | 26 febrer 2010 20:00 GMT - Millennium Stadium, Cardiff Assistència: 73,767 espectadors Àrbitre: Jonathan Kaplan (Sud-àfrica) |
| Assaigs: Halfpenny 62' c S. Williams 79' c Con.: S. Jones (2/2) Pen.: S. Jones (2/2) 45', 49' | [Report] | Assaigs: Palisson 6' c Trinh-Duc 40' c Con.: Parra (2/2) Pen.: Parra (3/3) 19', 26', 78' Michalak (1/1) 71' | 26 febrer 2010 20:00 GMT - Millennium Stadium, Cardiff Assistència: 73,767 espectadors Àrbitre: Jonathan Kaplan (Sud-àfrica) |

| Itàlia                                                                                       | 16 – 12  | Escòcia                                         | 27 febrer 2010 13:30 GMT - Stadio Flaminio, Roma Assistència: 32,000 espectadors Àrbitre: Dave Pearson (Anglaterra) |
| Assaigs: Canavosio 64' c Con.: Mi. Bergamasco (1/1) Pen.: Mi. Bergamasco (3/3) 10', 14', 43' | [Report] | Pen.: Parks (3/4) 22', 33', 64' Drop: Parks 49' | 27 febrer 2010 13:30 GMT - Stadio Flaminio, Roma Assistència: 32,000 espectadors Àrbitre: Dave Pearson (Anglaterra) |

| Anglaterra                                                                                         | 16 – 20  | Irlanda                                                                             | 27 febrer 2010 16:00 GMT - Twickenham, Londres Assistència: 81,554 espectadors Àrbitre: Mark Lawrence (Sud-àfrica) |
| Assaigs: Cole 61' c Con.: Wilkinson (1/1) Pen.: Wilkinson (2/5) 15', 36' Drop: Wilkinson (1/3) 70' | [Report] | Assaigs: Bowe (2) 4' m, 75' c Earls 56' m Con.: O'Gara (1/1) Pen.: Sexton (1/3) 29' | 27 febrer 2010 16:00 GMT - Twickenham, Londres Assistència: 81,554 espectadors Àrbitre: Mark Lawrence (Sud-àfrica) |

- John Hayes aconsegueix ser el 1r irlandès a assolir la xifra de 100 partits internacionals.[10]

### Jornada 4
| Irlanda                                                                                               | 27 – 12  | Gal·les                                | 13 març 2010 14:30 GMT - Croke Park, Dublín Assistència: 81,340 espectadors Àrbitre: Craig Joubert (Sud-àfrica) |
| Assaigs: Earls (2) 27' m, 60' m O'Leary 31' m Pen.: Sexton (3/4) 16', 21', 50' Drop: Sexton (1/1) 76' | [Report] | Pen.: S. Jones (4/5) 9', 38', 54', 63' | 13 març 2010 14:30 GMT - Croke Park, Dublín Assistència: 81,340 espectadors Àrbitre: Craig Joubert (Sud-àfrica) |

- Brian O'Driscoll aconsegueix ser el 2n irlandès a assolir la xifra de 100 partits internacionals.[11]

| Escòcia                                                   | 15 – 15  | Anglaterra                                               | 13 març 2010 17:00 GMT - Murrayfield, Edimburg Assistència: 66,891 espectadors Àrbitre: Marius Jonker (Sud-àfrica) |
| Pen.: Parks (4/6) 6', 18', 50', 68' Drop: Parks (1/2) 39' | [Report] | Pen.: Wilkinson (3/3) 14', 30', 41' Flood (2/4) 49', 64' | 13 març 2010 17:00 GMT - Murrayfield, Edimburg Assistència: 66,891 espectadors Àrbitre: Marius Jonker (Sud-àfrica) |

| França | 46 – 20  | Itàlia                                                                                                 | 14 març 2010 14:30 GMT - Stade de France, Saint-Denis (Sena Saint-Denis) Assistència: 78,712 espectadors Àrbitre: Alan Lewis (Irlanda) |
| Assaigs: Harinordoquy 5' c Marty (2) 17' c, 25' m Andreu 51' c Jauzion 56' c Lapandry 65' c Con.: Parra (5/6) Pen.: Parra (2/3) 10', 41' | [Report] | Assaigs: Del Fava 68' c Canavosio 72' c Con.: Mi. Bergamasco (2/2) Pen.: Mi. Bergamasco (2/2) 35', 44' | 14 març 2010 14:30 GMT - Stade de France, Saint-Denis (Sena Saint-Denis) Assistència: 78,712 espectadors Àrbitre: Alan Lewis (Irlanda) |

### Jornada 5
| Gal·les | 33 – 10  | Itàlia                                                                              | 20 març 2010 14:30 GMT - Millennium Stadium, Cardiff Assistència: 70,548 espectadors Àrbitre: Wayne Barnes (Anglaterra) |
| Assaigs: Hook (2) 52' c, 57' c S. Williams 68' c Con.: S. Jones (3/3) Pen.: S. Jones (4/4) 8', 22', 33', 36' | [Report] | Assaigs: McLean 75' c Con.: Mi. Bergamasco (1/1) 75' Pen.: Mi. Bergamasco (1/2) 65' | 20 març 2010 14:30 GMT - Millennium Stadium, Cardiff Assistència: 70,548 espectadors Àrbitre: Wayne Barnes (Anglaterra) |

- Tom Prydie was named to Wales' starting XV on the wing and became the youngest Test cap in Wales history, at age 18 anys, 25 dies.[12]

| Irlanda | 20 – 23  | Escòcia                                                                                  | 20 març 2010 17:00 GMT - Croke Park, Dublín Assistència: 80,313 espectadors Àrbitre: Jonathan Kaplan (Sud-àfrica) |
| Assaigs: O'Driscoll 11' c Bowe 64' c Con.: Sexton (1/1) O'Gara (1/1) Pen.: Sexton (1/3) 51' O'Gara (1/1) 76' | [Report] | Assaigs: Beattie 15' m Pen.: Parks (5/6) 5', 37', 46', 73', 78' Drop: Parks (1/2) 40'+1' | 20 març 2010 17:00 GMT - Croke Park, Dublín Assistència: 80,313 espectadors Àrbitre: Jonathan Kaplan (Sud-àfrica) |

| França                                                   | 12 – 10  | Anglaterra                                                      | 20 març 2010 19:45 GMT - Stade de France, Saint-Denis (Sena Saint-Denis) Assistència: 80,066 espectadors Àrbitre: Bryce Lawrence (Nova Zelanda) |
| Pen.: Parra (3/4) 19', 25', 35' Drop: Trinh-Duc (1/1) 3' | [Report] | Assaigs: Foden 6' c Con.: Flood (1/1) Pen.: Wilkinson (1/1) 67' | 20 març 2010 19:45 GMT - Stade de France, Saint-Denis (Sena Saint-Denis) Assistència: 80,066 espectadors Àrbitre: Bryce Lawrence (Nova Zelanda) |

## Màxims anotadors
| Tries | Name                | Pld | Team       |
| ----- | ------------------- | --- | ---------- |
| 3     | Keith Earls         | 5   | Irlanda    |
| 3     | Tommy Bowe          | 5   | Irlanda    |
| 3     | James Hook          | 5   | Gal·les    |
| 3     | Shane Williams      | 5   | Gal·les    |
| 2     | James Haskell       | 5   | Anglaterra |
| 2     | Mathieu Bastareaud  | 5   | França     |
| 2     | Yannick Jauzion     | 5   | França     |
| 2     | David Marty         | 5   | França     |
| 2     | Pablo Canavosio     | 4   | Itàlia     |
| 2     | Leigh Halfpenny     | 4   | Gal·les    |
| 2     | Tomás O'Leary       | 5   | Irlanda    |
| 1     | Danny Care          | 5   | Anglaterra |
| 1     | Dan Cole            | 5   | Anglaterra |
| 1     | Ben Foden           | 3   | Anglaterra |
| 1     | Mathew Tait         | 5   | Anglaterra |
| 1     | Marc Andreu         | 3   | França     |
| 1     | Imanol Harinordoquy | 5   | França     |
| 1     | Alexandre Lapandry  | 3   | França     |
| 1     | Alexis Palisson     | 4   | França     |
| 1     | Clément Poitrenaud  | 5   | França     |
| 1     | William Servat      | 5   | França     |
| 1     | François Trinh-Duc  | 5   | França     |
| 1     | Jamie Heaslip       | 5   | Irlanda    |
| 1     | Brian O'Driscoll    | 5   | Irlanda    |
| 1     | David Wallace       | 5   | Irlanda    |
| 1     | Carlo Del Fava      | 3   | Itàlia     |
| 1     | Luke McLean         | 5   | Itàlia     |
| 1     | Kaine Robertson     | 5   | Itàlia     |
| 1     | John Barclay        | 5   | Escòcia    |
| 1     | Johnnie Beattie     | 5   | Escòcia    |
| 1     | Max Evans           | 5   | Escòcia    |
| 1     | Lee Byrne           | 5   | Gal·les    |
| 1     | Adam Rhys Jones     | 5   | Gal·les    |

| Points | Name                | Pld | Team       |
| ------ | ------------------- | --- | ---------- |
| 63     | Stephen Jones       | 5   | Gal·les    |
| 61     | Morgan Parra        | 5   | França     |
| 57     | Dan Parks           | 4   | Escòcia    |
| 50     | Jonny Wilkinson     | 5   | Anglaterra |
| 41     | Mirco Bergamasco    | 5   | Itàlia     |
| 28     | Ronan O'Gara        | 5   | Irlanda    |
| 20     | Jonathan Sexton     | 4   | Irlanda    |
| 15     | Keith Earls         | 5   | Irlanda    |
| 15     | Tommy Bowe          | 5   | Irlanda    |
| 15     | Shane Williams      | 5   | Gal·les    |
| 15     | James Hook          | 5   | Gal·les    |
| 11     | Chris Paterson      | 2   | Escòcia    |
| 10     | James Haskell       | 5   | Anglaterra |
| 10     | Mathieu Bastareaud  | 5   | França     |
| 10     | Yannick Jauzion     | 5   | França     |
| 10     | David Marty         | 5   | França     |
| 10     | Tomás O'Leary       | 5   | Irlanda    |
| 10     | Pablo Canavosio     | 4   | Itàlia     |
| 10     | Leigh Halfpenny     | 4   | Gal·les    |
| 8      | Toby Flood          | 3   | Anglaterra |
| 8      | François Trinh-Duc  | 5   | França     |
| 6      | Frédéric Michalak   | 3   | França     |
| 5      | Danny Care          | 5   | Anglaterra |
| 5      | Dan Cole            | 5   | Anglaterra |
| 5      | Ben Foden           | 3   | Anglaterra |
| 5      | Mathew Tait         | 5   | Anglaterra |
| 5      | Marc Andreu         | 3   | França     |
| 5      | Imanol Harinordoquy | 5   | França     |
| 5      | Alexandre Lapandry  | 3   | França     |
| 5      | Alexis Palisson     | 4   | França     |
| 5      | Clément Poitrenaud  | 5   | França     |
| 5      | William Servat      | 5   | França     |
| 5      | Jamie Heaslip       | 5   | Irlanda    |
| 5      | David Wallace       | 5   | Irlanda    |
| 5      | Carlo Del Fava      | 3   | Itàlia     |
| 5      | Luke McLean         | 5   | Itàlia     |
| 5      | Kaine Robertson     | 5   | Itàlia     |
| 5      | John Barclay        | 5   | Escòcia    |
| 5      | Johnnie Beattie     | 5   | Escòcia    |
| 5      | Max Evans           | 5   | Escòcia    |
| 5      | Lee Byrne           | 5   | Gal·les    |
| 5      | Adam Rhys Jones     | 5   | Gal·les    |
| 3      | Paddy Wallace       | 2   | Irlanda    |
| 3      | Craig Gower         | 5   | Itàlia     |